# Ярослав Домбровский (фильм)
«Ярослав Домбровский» — историко-биографический художественный двухсерийный фильм совместного советско-польского производства, снятый в 1975 году по сценарию Юрия Нагибина режиссёром Богданом Порембой.
Премьера фильма в СССР состоялась 17 февраля 1976 года.

## Сюжет
Биографический фильм повествует о жизни национального героя Польши, генерала Ярослава Домбровского, польского и французского революционера.
За активное участие в восстании 1863 года Домбровский был приговорен к смертной казни, которая была заменена пятнадцатью годами каторги. Бежав из тюрьмы, Домбровский уехал во Францию, где возглавил вооруженные силы Парижской Коммуны в 1871 г. Погиб на баррикадах.

## В ролях
- Зыгмунт Малянович — Ярослав Домбровский,
- Малгожата Потоцкая — Пелагия, жена Я. Домбровского,
- Александр Калягин — полковник Тухолко,
- Виктор Авдюшко — Владислав Озеров,
- Владимир Ивашов — Андрей Потебня,
- Хенрик Бонк — ксёндз,
- Стефан Шмидт — Валерий Врублевский,
- Анна Милевская — Игнасия Пиотровска,
- Тереса Шмигелювна — Валерия Пиотровска,
- Ефим Копелян — Князь Бебутов,
- Лариса Лужина — Елизавета Дмитриева,
- Михаил Козаков — Андрей Васильев,
- Александр Пороховщиков — Мозаев,
- Николай Сморчков — унтер,
- Стефан Шмидт — Валерий Врублевский,
- Юзеф Новак — генерал Бронислав Воловский,
- Иоанна Ендрыка — Наталия Хшонстковска,
- Мацей Энглерт — Игнацы Хмеленьский,
- Юрий Леонидов,
- Станислав Нивиньский — Бронислав Шварце,
- Франсуа Местр — Луи Адольф Тьер,
- Луи Лионне — Шарль Делеклюз,
- Мартин Ферьер — Луиза Мишель,
- Анджей Красицкий — сыщик,
- Владимир Ширяев
- Ежи Брашка
- Витольд Дедерко
- Сергей Малишевский — офицер (также читает закадровый перевод)
- Тадеуш Боровский — Теофил Домбровский

## Съёмочная группа
- Режиссёр-постановщик: Богдан Поремба.
- Автор сценария: Юрий Нагибин.
- Операторы-постановщики: Александр Шеленков, Иоланда Чен.
- Художники-постановщики: Семен Ушаков, Ежи Скшепиньски.
- Композитор: Войцех Киляр.
- Монтаж: Томира Матиашкевич.

## Награды и премии
- Премия за лучшее исполнение мужской роли Зыгмунту Маляновичу на Кинофестивале Карловых Варах в 1976 г.
- Одна из главных премий за актёрские достижения Александру Калягину на кинофестивале в Гданьске (Польша) в 1976 г.